# Zimirina hirsuta
Zimirina hirsuta är en spindelart som beskrevs av Cooke 1964. Zimirina hirsuta ingår i släktet Zimirina och familjen Prodidomidae.
Artens utbredningsområde är Kanarieöarna. Inga underarter finns listade i Catalogue of Life.